# Goorbach-Fürstentannen
Koordinaten: 52° 12′ 48″ N, 7° 5′ 13″ O
Das ehemalige Naturschutzgebiet Goorbach-Fürstentannen lag auf dem Gebiet der Stadt Gronau (Westf.) im Kreis Borken in Nordrhein-Westfalen. Zwischen 1992 und 2017 war es als Naturschutzgebiet ausgewiesen, seit 2012 ist es unter der Kennung BK-3708-0043 Teil des Naturschutzgebietes Goorbach und Hornebecke.

## Lage
Das Gebiet erstreckt sich östlich der Kernstadt Gronau entlang des Goorbaches. Am südlichen Rand des Gebietes verläuft die Landesstraße L 510, südlich die B 54 und östlich die A 31.

## Bedeutung
Das etwa 65,2 ha große Gebiet war vom 21. März 1992 bis zum 13. Juli 2017 unter der Kenn-Nummer BOR-061 als Naturschutzgebiet ausgewiesen.